# 维多利亚广场 (蒙特利尔)
维多利亚广场（英语：Victoria Square）是加拿大蒙特利尔一个城市广场和公共空间，位于市中心的国际区，在比弗霍尔山（Beaver Hall Hill）和麦吉尔街（McGill Street）的交叉路口。它北到威格街（Viger Street），南到圣雅各街（Saint Jacques Street），西到比弗霍尔山（Beaver Hall Hill），东到维多利亚广场街（Square Victoria Street），即麦吉尔街的延伸。与其他城市广场一样，维多利亚广场每天24小时向所有蒙特利尔市民开放，提供一个城市呼吸空间。

## 历史

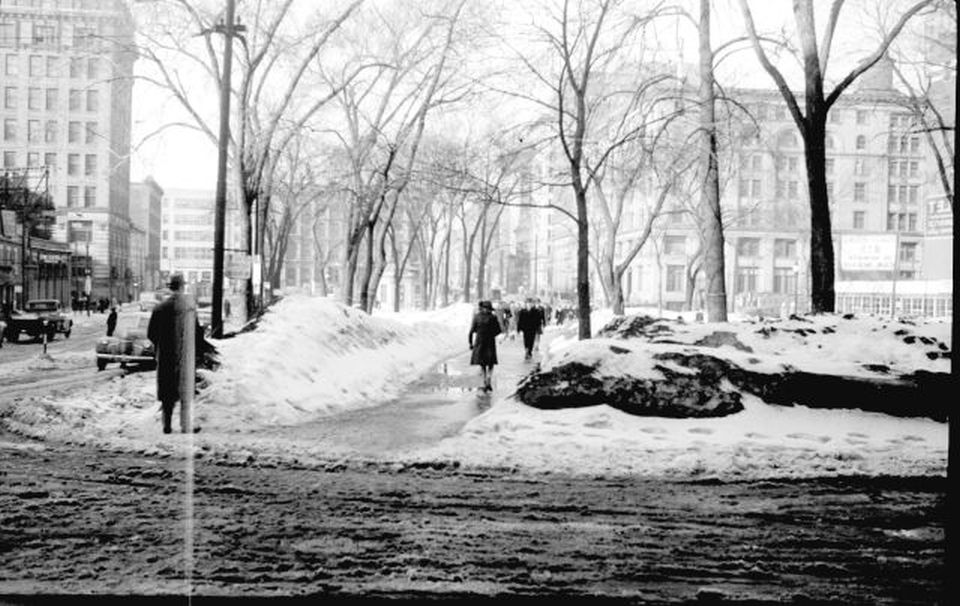
1943年

广场开辟于1813年，原名“干草市场”（Place du Marché-à-Foin）和专员广场（Place des Commissaires），1860年当时的威尔士亲王（后来的爱德华七世）来访时以维多利亚女王重新命名。
维多利亚广场在其历史上经历了许多美学变化，有时更多是作为停车场，有时只是开放空间。2002至2003年，广场改建为现状。这里有新艺术运动风格的地铁维多利亚广场-国际民航组织站的出入口（艾克特·吉玛作品）、维多利亚女王雕像，以及朱铭的“太极单鞭”雕塑。